# Kner Nyomda
Kner Nyomda ou Gyomai Kner Nyomda Zrt est une imprimerie hongroise qui a été fondée en 1882 par Izidor Kner (hu) dans le village de Gyoma (aujourd'hui Gyomaendrőd ) dans le comitat de Békés de l'empire austro-hongrois. Gyomai Kner Nyomda Zrt. est membre du groupe ANY Security Printing Company, un groupe qui emploie plus de 1 000 personnes avec trois succursales en Hongrie, deux en Roumanie, et une en Slovaquie et en Moldavie.

## Histoire
L'imprimerie fut fondée par Izidor Kner (1860-1935). Elle fut nationalisée en 1949 et renommée "Gyomai nyomda" (Imprimerie de Gyoma). En 1952, elle devint une annexe de l'imprimerie départementale (Békés megyei nyomdaipari vállalat Békéscsaba=, en 1963 les deux sont réunies sous le nom de Békési nyomda. En 1964, le nom Kner nyomda est repris , le siège social étant à Békéscsaba. - En 1989, elle est reprivatisée et prend le nom de "Gyomai Kner nyomda" (Imprimerie Kner de Gyoma) d'abord en s.à.r.l (Kft.) puis en S.A. (Zrt.)

## Certifications
L'entreprise dispose des certifications ISO 9001, ISO 14001, ISO 27001

## Musée
L'entreprise abrite un musée, installé dans l'ancienne résidence d'Imre Kner. La maison a été conçue par Lajos Kozma et construite en 1925 dans un style dit "folk-baroque". Depuis 1970, le bâtiment abrite l'une des collections d'histoire de l'imprimerie les plus complètes de Hongrie. Le musée présente les œuvres des membres de la famille Kner et retrace l'histoire de l'imprimerie Gyomai Kner, de sa fondation en 1882 à nos jours. Les visiteurs ont la possibilité de voir dans les expositions des livres, des invitations de bal, des calendriers, des en-têtes de lettres, des affiches, des actions, des photographies anciennes et des documents historiques. Des machines à imprimer et à relier traditionnelles sont aussi visibles.

## Galerie

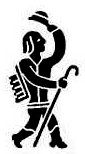
Marque de commerce pour les livres d'Izidor Kner
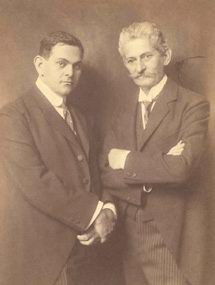
Imre Kner et son père Izidor Kner. Photo d'Aladár Székely
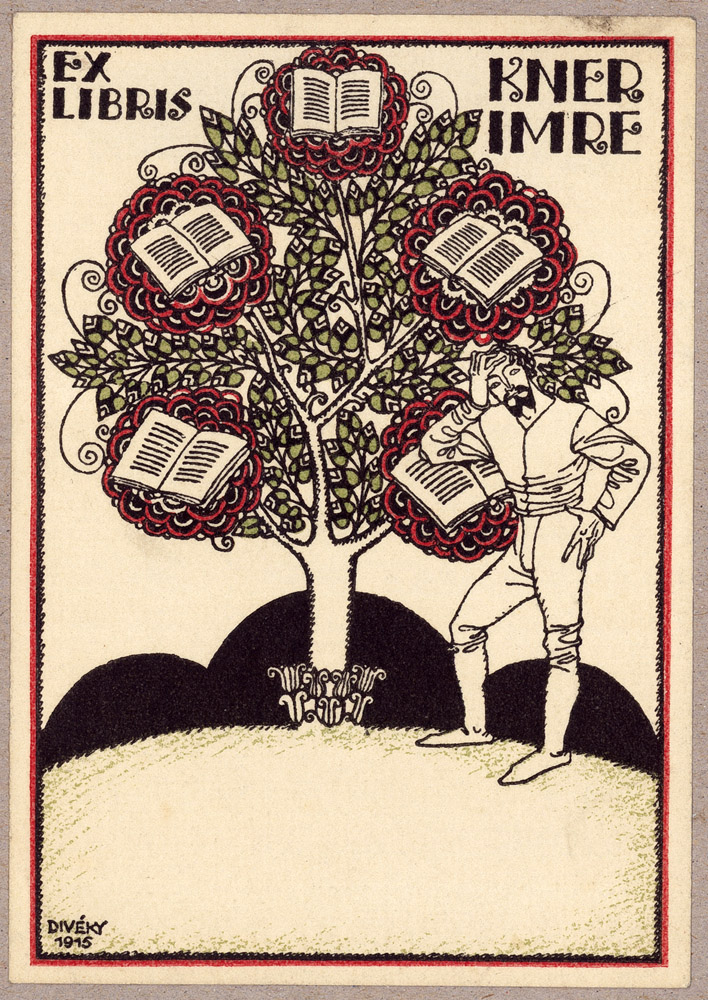
Un ex-libris d'Imre Kner
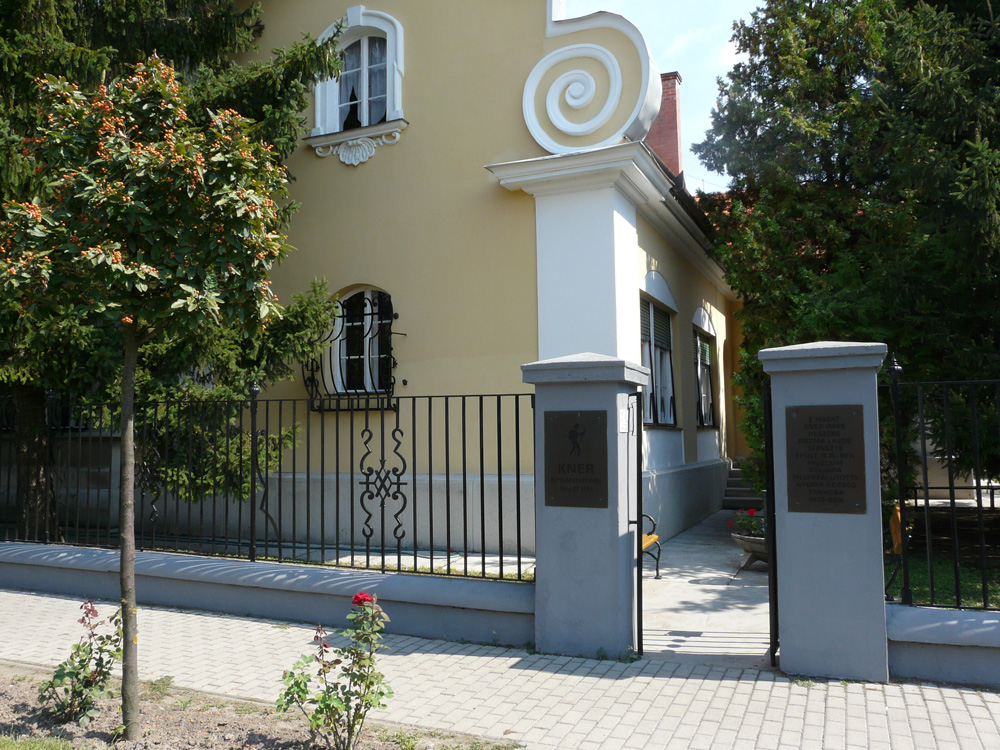
Le musée

Röpke lapok
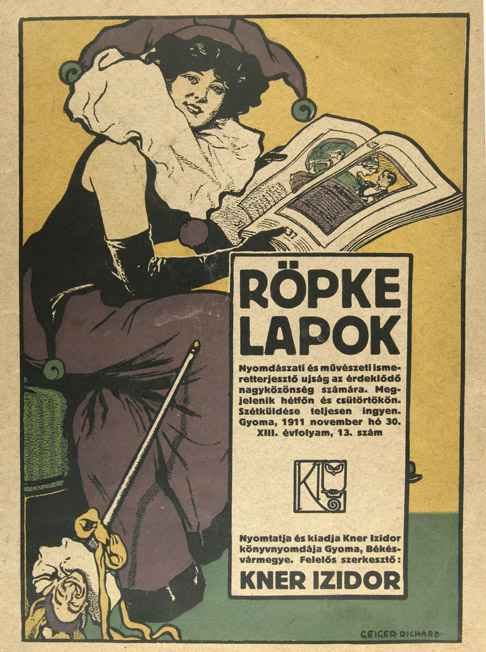
Affiche pour Röpke lapok (une publication d'Izidor Kner) réalisée par Richard Geiger, 1911
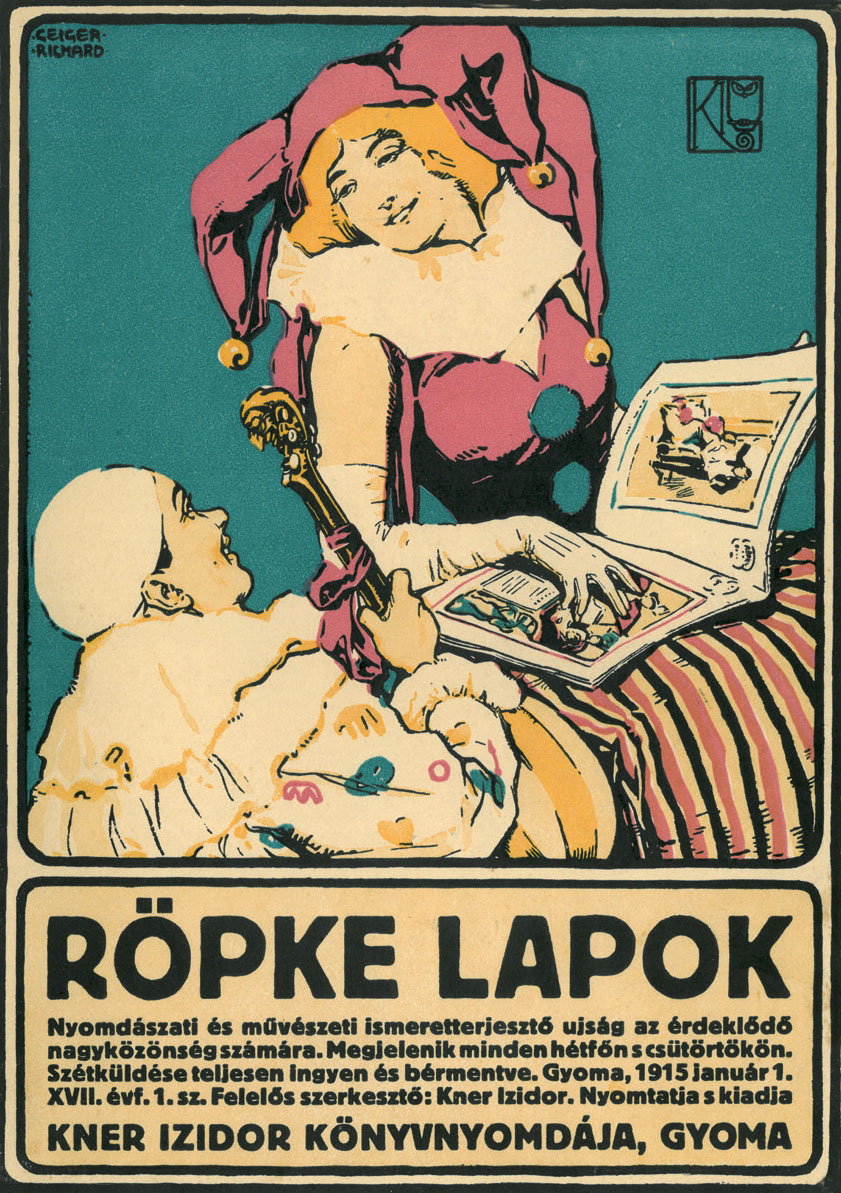
Affiche pour Röpke lapok (une publication d'Izidor Kner) réalisée par Richard Geiger, 1915